# Salix ampherista
Salix ampherista är en videväxtart. Salix ampherista ingår i släktet viden, och familjen videväxter.

## Underarter
Arten delas in i följande underarter:
- S. a. ampherista
- S. a. yamatensis